# Noworajsk
Noworajsk (ukrainisch Новорайськ, russisch Noworaisk) ist eine Siedlung in der ukrainischen Oblast Cherson mit etwa 2300 Einwohnern (2004).
Auf dem Gelände der im Jahr 1921 gegründeten Siedlung befand sich seit den 1840er Jahren der Bauernhof Iwaniwka. Noworajsk die einzige Ortschaft der gleichnamigen, etwa 150 km² großen Gemeinde innerhalb des Rajon Beryslaw und befindet sich 26 km nördlich vom Rajonzentrum Beryslaw und etwa 100 km nordöstlich der Oblasthauptstadt Cherson.
Die Kajakfahrerin und mehrfache ukrainische Olympiateilnehmerin Inna Ossypenko-Radomska (ukrainisch Інна Володимирівна Осипенко-Радомська) kam 1982 im Ort zur Welt.

## Verwaltungsgliederung
Am 22. Dezember 2017 wurde die Ansiedlung zum Zentrum der neugegründeten Landgemeinde Noworajsk (ukrainisch Новорайська сільська громада/Noworajska silska hromada), zu dieser zählen auch noch die 5 in der untenstehenden Tabelle angeführten Dörfer sowie die Ansiedlungen Samoschne, Monastyrske und Tscherwonyj Majak, bis dahin bildete es zusammen mit dem Dorf Kostyrka und der Ansiedlung Samoschne die gleichnamige Landratsgemeinde Noworajsk (Новорайська сільська рада/Noworajska silska rada) im Zentrum des Rajons Beryslaw.
Folgende Orte sind neben dem Hauptort Noworajsk Teil der Gemeinde:
| Name                     | Name             | Name                              |
| ukrainisch transkribiert | ukrainisch       | russisch                          |
| ------------------------ | ---------------- | --------------------------------- |
| Kostyrka                 | Костирка         | Костырка (Kostyrka)               |
| Koschara                 | Кошара           | Кошара                            |
| Krupyzja                 | Крупиця          | Крупица (Krupiza)                 |
| Maxyma Horkoho           | Максима Горького | Максима Горького (Maxima Gorkogo) |
| Monastyrske              | Монастирське     | Монастырское (Monastyrskoje)      |
| Samoschne                | Заможне          | Заможное (Samoschnoje)            |
| Stepne                   | Степне           | Степное (Stepnoje)                |
| Tscherwonyj Majak        | Червоний Маяк    | Червоный Маяк (Tscherwony Maja)   |